# Mínojské paláce
Mínojské paláce byly mohutné stavební komplexy postavené na Krétě během doby bronzové. Často jsou považovány za symboly mínojské civilizace a jsou moderními turistickými destinacemi. Sestávaly z vícepatrových křídel obklopujících otevřený obdélníkový centrální dvůr. Sdílely společný architektonický slovník a uspořádání, včetně charakteristických typů místností. Každý palác byl však jedinečný a jejich vzhled se dramaticky měnil, jak byly v průběhu své existence neustále přestavovány.
Šest lokalit paláců bylo v roce 2025 zapsáno na seznam světového dědictví UNESCO. Jsou datované do let 1900 až 1100 př. n. l. Palácová centra sloužila jako administrativní, ekonomická a náboženská centra a vyznačovala se pokročilou architekturou, urbanistickým plánováním a zářivými freskami. Odhalují rané systémy písma, námořní sítě a kulturní výměny. Památka UNESCO zdůrazňuje složitost sociální struktury Mínojců a jejich trvalý vliv na dějiny Středomoří.

## Přehled lokalit UNESCO
| Kód UNESCO | Foto | Název místa | Obec           | Souřadnice                       |
| ---------- | ---- | ----------- | -------------- | -------------------------------- |
| 1733–001   |      | Knóssos     | Heráklion      | 35°17′50″ s. š., 25°09′45″ v. d. |
| 1733–002   |      | Faistos     | Faistos        | 35°03′04″ s. š., 24°48′51″ v. d. |
| 1733–003   |      | Malia       | Ágios Nikólaos | 35°17′36″ s. š., 25°29′33″ v. d. |
| 1733–004   |      | Kató Zakros | Sitia          | 35°05′53″ s. š., 26°15′39″ v. d. |
| 1733–005   |      | Zominthos   | Anogia         | 35°14′55″ s. š., 24°53′13″ v. d. |
| 1733–006   |      | Kydonia     | Chania         | 35°31′02″ s. š., 24°01′11″ v. d. |

Další paláce, mimo ochranu UNESCO, jsou Gortyn a Hagia Triada.